# Burmannia nepalensis
Burmannia nepalensis är en enhjärtbladig växtart som först beskrevs av John Miers, och fick sitt nu gällande namn av Joseph Dalton Hooker. Burmannia nepalensis ingår i släktet Burmannia och familjen Burmanniaceae. Inga underarter finns listade i Catalogue of Life.